# Karl Bürke

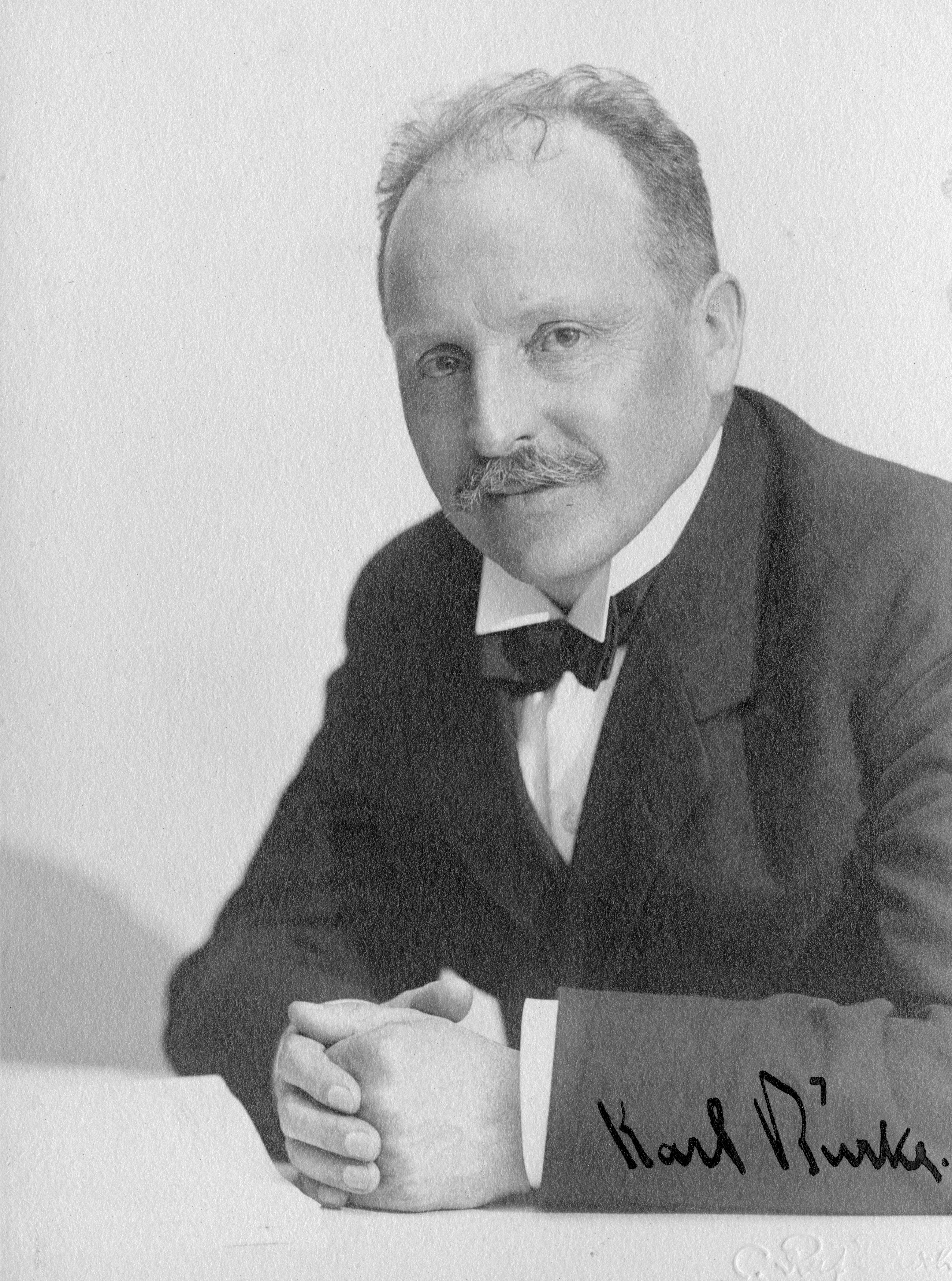
Karl Bürke (1924)

Karl Bürke (* 13. Dezember 1873 in St. Gallen; † 5. Oktober 1934 ebenda) war ein Schweizer Journalist, Schriftsteller und Rechtswissenschaftler.

## Leben
Karl Bürke wurde als Sohn des Industriellen Jakob Adolf Engelbert Bürke in St. Gallen geboren.
Er studierte in München, Freiburg im Breisgau, Heidelberg und Bern Rechtswissenschaften und promovierte an der Universität Bern. Nach seinem Studium arbeitete er im Anwaltsbüro des späteren Bundesrates Arthur Hoffmann in St. Gallen. Anschliessend war Bürke für kurze Zeit im Gebiet des Versicherungsrechts tätig, bevor er sich dem Journalismus zuwandte und in der Redaktion des Tagblatts der Stadt St.Gallen arbeitete. Zu seinem Lebenslauf zählt auch das Amt des Verhörrichters in Appenzell Ausserrhoden und das des Vermittlers in der Stadt St. Gallen.
1910 wurde Karl Bürke als ordentlicher Professor für Rechtswissenschaft an die Handelsakademie St. Gallen berufen. Fünf Jahre nach seinem Stellenantritt versuchte die Neue Zürcher Zeitung erfolglos, ihn mit dem doppelten Gehalt abzuwerben. 1920 wurde Bürke zum Rektor bestimmt und drei Jahre später für eine zweite Amtszeit wiedergewählt.
Nach einem Urlaubssemester im Jahr 1931 konnte Bürke aus gesundheitlichen Gründen nicht an die Handelshochschule zurückzukehren. Sein gesundheitlicher Zustand besserte sich bis zu seiner Emeritierung 1932 nicht mehr.
Über 20 Jahre (1912–1933) wirkte Karl Bürke im städtischen Bürgerrat von St. Gallen, in dem er zwischenzeitlich die Rolle des Vizepräsidenten einnahm. Zudem war er von 1919 bis 1927 Mitglied des Erziehungsrates des Kantons St. Gallen.
Bürke schrieb Festspiele, Theaterstücke und Hymnen. Er starb am 5. Oktober 1934 in St. Gallen.